# Фридрихстал (Сар)
Фридрихстал (њем. Friedrichsthal) град је у њемачкој савезној држави Сарланд. Посједује регионалну шифру (AGS) 10041511.

## Географски и демографски подаци
Град се налази на надморској висини од 300 метара. Његова површина износи 9,1 km². У самом граду је, према процјени из 2010. године, живјело 10.969 становника. Просјечна густина становништва износи 1.209 становника/km².

## Међународна сарадња
| Мјесто | Држава    | Врста сарадње | Од    |
| ------ | --------- | ------------- | ----- |
|        | Француска | контакт       | 2000. |
| Извор  |           |               |       |